# Zoltán Fodor (Ringer)
Zoltán Fodor (* 29. Juli 1985 in Budapest) ist ein ungarischer Ringer. Er gewann bei den Olympischen Spielen 2008 in Peking eine Silbermedaille im griechisch-römischen Stil im Mittelgewicht.

## Werdegang
Zoltán Fodor wuchs in Budapest auf und begann dort 1994 im Alter von neun Jahren mit dem Ringen. Der Verein, für den er startet, ist Ferencvaros Torma Club (FTC) Budapest. Sein erster Trainer war Jószef Széles. Seit er der ungarischen Nationalmannschaft angehört, wird er von dem früheren Olympiasieger András Sike betreut. Fodor ist 1,82 m groß und wiegt zwischen 86 kg und 88 kg un startet ausschließlich im griech.-römischen Stil. Für die Wettkämpfe trainiert er in das Mittelgewicht (bis 84 kg Körpergewicht) ab. Er ist z. Zt. praktisch Ringerprofi und startete in der Saison 2007/08 in der 2. deutschen Bundesliga für den AC Auerbach. Ab Herbst 2008 wird er für den SV Germania Weingarten in der 1. deutschen Bundesliga starten. Möglicherweise wird es dort zu einer Revanche mit Andrea Minguzzi, seinem italienischen Bezwinger im Kampf um die olympische Goldmedaille in Peking kommen, denn dieser ringt in der 1. deutschen Bundesliga für den TSV Dewangen.
Die internationale Karriere von Fodor begann bereits in der jüngeren Juniorenklasse (Cadets). Im Jahre 2001 belegte er dabei bei der Junioren-Europameisterschaft in Izmir im Leichtgewicht den 5. Platz. Im Jahre 2002 wurde er in der gleichen Junioren-Kategorie in Odessa Europameister im Weltergewicht. In der älteren Juniorenklasse (Juniors) war er im Jahre 2003 bei der Weltmeisterschaft in Istanbul im Weltergewicht sm Start. Er verlor dort aber gleich seinen ersten Kampf gegen Ilgar Abdulow (Aserbaidschan). Ein Sieg im nächsten Kampf über Tsukasa Tsurumaki (Japan) nützte ihm nicht viel, denn er schied aus und belegte nur den 19. Platz.
Im Jahre 2004 kam er bei der Junioren-Europameisterschaft (Juniors) in Murska Sobota (Slowenien) im Mittelgewicht auf den 4. Platz. Er verlor dabei seinen Halbfinalkampf gegen Jure Kohar aus Slowenien nach Punkten. Letztmals startete er dann 2005 bei einer Juniorenmeisterschaft. In Vilnius verlor er dabei seinen ersten Kampf gegen Wladimir Gegeschidse aus Georgien. Da dieser das Finale nicht erreichte, schied er aus und kam in der Endabrechnung nur auf den 30. Platz.
2006 belegte Fodor bei der ungarischen Meisterschaft im Mittelgewicht den 2. Platz hinter Sándor Bárdosi, dem Olympiazweiten von 2000 in Sydney. Er wurde in diesem Jahr aus bei einem Weltcupturnier in Budapest eingesetzt, kam aber dort gegen die erfahreneren Konkurrenten nicht zum Zuge und belegte nur den 8. Platz.
2007 löste er aber Sándor Bárdosi als ungarischer Meister im Mittelgewicht ab und platzierte sich auch beim Großen Preis von Ungarn, bei dem er hinter dem Franzosen Melonin Noumonvi den 2. Platz belegte, vor diesem. Er wurde daraufhin bei der Europameisterschaft dieses Jahres in Sofia eingesetzt. Dort gewann er zwar seinen ersten Kampf gegen Petru Schaporojan aus Moldawien, schied aber mit einer Niederlage in seinem nächsten Kampf gegen Kim-Jussi Nurmela aus Finnland aus und belegte den 16. Platz. Bei der Weltmeisterschaft 2007 in Baku kam er zu drei Siegen über Laimutis Adomaitis aus Litauen, Attila Bátky aus der Slowakei und Dennis Forow aus Armenien. Den Einzug in das Halbfinale verpasste er mit einer Niederlage gegen Ex-Weltmeister Ara Abrahamian aus Schweden. Er belegte aber den 8. Platz und qualifizierte sich damit direkt für die Teilnahme an den Olympischen Spielen 2008 in Peking.
In Peking startete Zoltán Fodor als Außenseiter. Er hatte sich aber im Rahmen der ungarischen Nationalmannschaft hervorragend auf die Olympischen Spiele vorbereitet und wurde dafür mit der Silbermedaille im Mittelgewicht belohnt. Auf dem Weg zu dieser Medaille besiegte er Ma Sanyi aus China, Schalwa Gabaradse aus Aserbaidschan und den Ex-Weltmeister Nazmi Avluca aus der Türkei. Im Finale unterlag er gegen einen weiteren Außenseiter, Andrea Minguzzi aus Italien. In den ersten beiden Runden konnte keiner der Ringer einen Vorteil erringen. Eine Runde ging dabei an Fodor und eine an Minguzzi. In der entscheidenden dritten Runde glückten Minguzzi zwei Wertungen, mit denen er Zoltán Fodor mit 4:0 technischen Punkten besiegte. Der Gewinn der Silbermedaille ist für Fodor aber ein hervorragendes Ergebnis.
Bei den internationalen Meisterschaften, die Zoltan Fodor nach Peking bestritt, konnte er sich nicht mehr im Vorderfeld platzieren. Das beste Ergebnis, das er noch erzielte, war ein 8. Platz bei der Europameisterschaft 2009 in Vilnius. Bei der Weltmeisterschaft 2009 in Herning/Dänemark kam er nur auf den 27. Platz und bei den Europameisterschaften 2010 in Baku und 2011 in Dortmund belegte er die Plätze 21. und 13.

## Internationale Erfolge
| Jahr | Platz  | Wettbewerb                                 | Gewichtsklasse | Ergebnis |
| 2001 | 5.     | Junioren-EM (Cadets) in Izmir              | Leicht         | hinter Cuma Guzel, Türkei, Otari Pewadse, Georgien, Ilker Genel, Türkei u. Ithak Eligulaschwili, Israel                                      |
| 2002 | 1.     | Junioren-EM (Cadets) in Odessa             | Welter         | vor Oleg Romankow, Ukraine u. Akaki Jokladse, Georgien                                                                                       |
| 2003 | 19.    | Junioren-WM (Juniors) in Istanbul          | Welter         | Sieger: Park Jin-Song, Südkorea vor Otari Pheradse, Georgien                                                                                 |
| 2004 | 4.     | Junioren-EM (Juniors) in Murska Sobota     | Mittel         | hinter Nikola Stojanow, Bulgarien, Bernhard Mayr, Deutschland u. Jure Kuhar, Slowenien                                                       |
| 2005 | 30.    | Junioren-WM (Juniors) in Wilna             | Mittel         | Sieger: Janazbek Kenjajew, Kirgisistan vor Ghasem Rezaie, Iran                                                                               |
| 2006 | 8.     | Welt-Cup in Budapest                       | Mittel         | Sieger: Kim Jung-sub, Südkorea vor Alexei Mischin, Russland                                                                                  |
| 2007 | 2.     | Großer Preis von Ungarn in Budapest        | Mittel         | hinter Melonin Noumonvi, Frankreich u. vor Sándor Bárdosi, Ungarn u. Alim Selimow, Belarus                                                   |
| 2007 | 16.    | EM in Sofia                                | Mittel         | Sieger: Alexei Mischin vor Jan Fischer, Deutschland, Melonin Noumonvi u. Andrea Minguzzi, Italien                                            |
| 2007 | 5.     | Stanislaus-Pytlasinksi-Turnier in Warschau | Mittel         | Sieger: Ara Abrahamian, Schweden vor Alexander Kowaltschuk, Ukraine                                                                          |
| 2007 | 2.     | Ion-Cornianu-Memorial" in Brasow           | Mittel         | hinter Badri Chassaia, Georgien u. vor Iwan Wabendechiew, Bulgarien u. Bradley Vering, USA                                                   |
| 2007 | 8.     | WM in Baku                                 | Mittel         | Sieger: Alexei Mischin vor Bradley Vering, Hassan Salman Tahmasebi, Iran u. Badri Chassaia                                                   |
| 2008 | Silber | OS in Peking                               | Mittel         | hinter Andrea Minguzzi, vor Nazmi Avluca, Türkei u. Ma Sanyi, China                                                                          |
| 2009 | 3.     | Welt-Cup in Clermont-Ferrand               | Mittel         | hinter Alexei Mischin u. Melonin Nouumonvi, vor Artur Schahinjan, Armenien u. Pablo Hernandez, Kuba                                          |
| 2009 | 8.     | EM in Vilnius                              | Mittel         | nach Sieg über Bernhard Mayr, Niederlage gegen Alexei Mischin, Sieg über Amer Hrustanovic, Österreich u. Niederlage gegen Eerik Aps, Estland |
| 2009 | 3.     | Fila-Golden-Grand-Prix in Baku             | Mittel         | hinter Habibollah Akhlaghi, Iran u. Ewgeni Bogomolow, Russland, gemeinsam mit Badri Chassaija                                                |
| 2009 | 17.    | WM in Herning/Dänemark                     | Mittel         | nach Sieg über Vojtech Kukla, Tschechien u. Niederlagen gegen Nazmi Avluca, Türkei u. Pablo Shorey Hernandez, Kuba                           |
| 2010 | 21.    | EM in Baku                                 | Mittel         | nach Niederlage gegen Damian Janikowski, Polen                                                                                               |
| 2010 | 2.     | Grosser Preis von Deutschland in Dortmund  | Mittel         | hinter Jan Fischer (Ringer), Deutschland, vor Rami Hietaniemi, Finnland, Rene Zimmermann, Deutschland u. Lennie Persson, Schweden            |
| 2010 | 9.     | Fila-Golden-Grand-Prix in Baku             | Mittel         | Sieger: Taleb Nariman Nematpour, Iran vor Schalwa Gadabadse, Georgien u. Oleg Schokalew, Russland                                            |
| 2011 | 5.     | Vehbe-Emre-Memorial in Istanbul            | Mittel         | hinter Hassan Saman Tahmasebi, Aserbaidschan, Nenad Žugaj, Kroatien, Wassyl Ratschyba, Ukraine u. Chodorchi Davod Abedinzadeh, Iran          |
| 2011 | 15.    | Fila-Golden-Grand-Prix in Szombathely      | Mittel         | Sieger. Nenad Zugaj vor Amer Hrustanovic u. Ahmet Yildirim Türkei                                                                            |
| 2011 | 13.    | EM in Dortmund                             | Mittel         | nach einem Sieg über Tuomas Tarino, Finnland u. einer Niederlage gegen Christo Marinow, Bulgarien                                            |